# Zoológico de Chapultepec

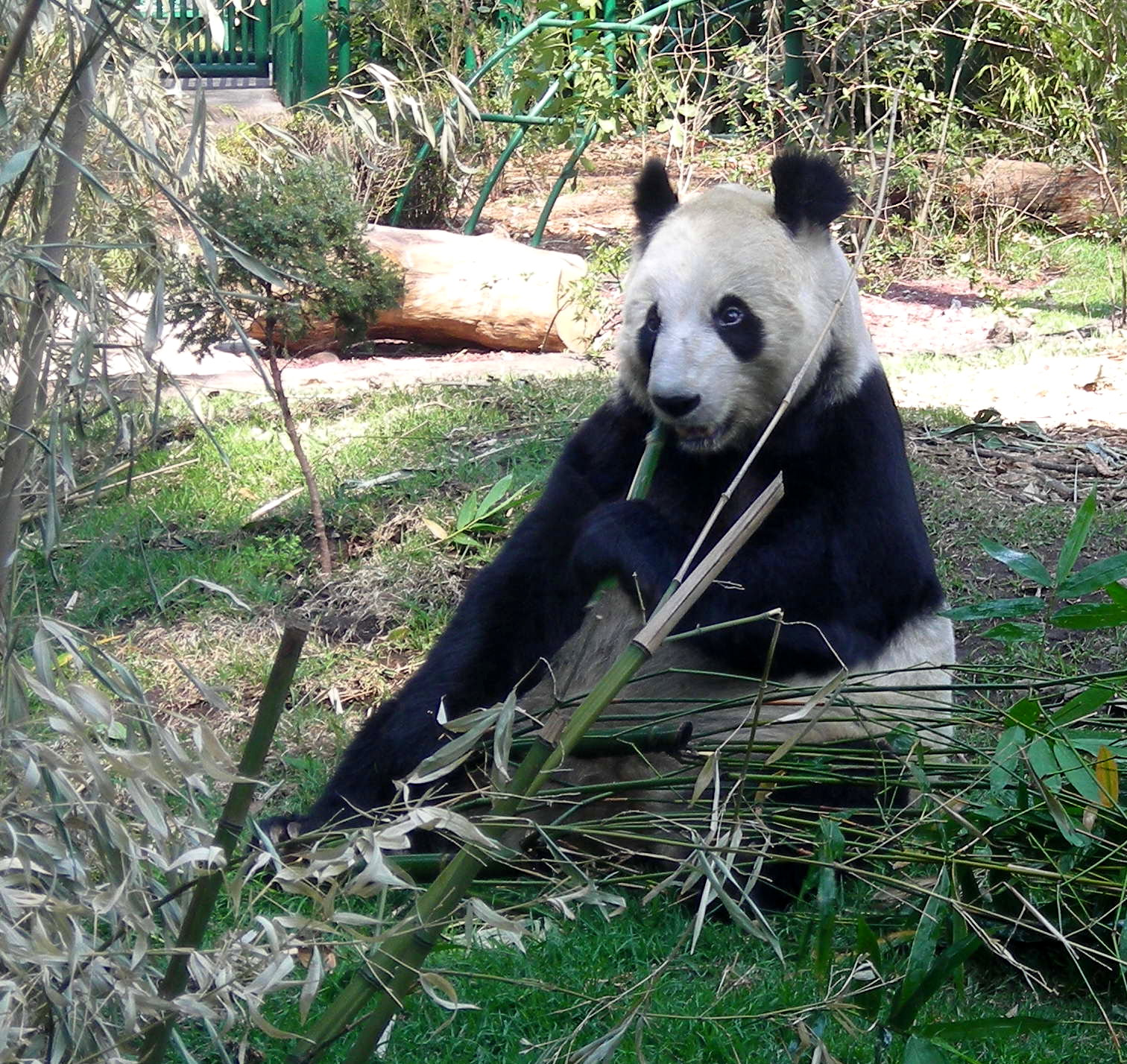
Reuzenpanda in Zoológico de Chapultepec

Zoológico de Chapultepec is een dierenpark in Mexico-stad, gelegen in het bos van Chapultepec. Dee dierentuin werd in 1924 geopend en heeft een oppervlakte van 17 hectare.
Sinds begin jaren negentig is de Zoológico de Chapultepec ingedeeld in vier klimaatzones, waarbij dieren uit een vergelijkbare leefomgeving in hetzelfde parkdeel worden gehouden in natuurgetrouwe verblijven. De vier parkdelen zijn "Bosque Tropical" (tropisch regenwoud, "Bosque Templado" (gematigd bos), "Pastizales" (grasland) en "Desierto" (woestijn). Deze vier gebieden komen in Mexico zelf voor en in de parkdelen worden dan ook diverse inheemse diersoorten gehouden, naast uitheemse soorten. Daarnaast zijn er volières met vogels, een insectarium met vlindertuin, een reptielenhuis en een gebouw voor axolotls.
Zoológico de Chapultepec houdt sinds 1975 reuzenpanda's. In 1981 werd in de dierentuin de eerste reuzenpanda buiten de Volksrepubliek China geboren.
De dierentuin zet zich met verschillende fokprogramma's in voor het behoud van bedreigde diersoorten, zoals de Californische condor, de Mexicaanse wolf en het vulkaankonijn.